# Liernolles
Liernolles est une commune française située dans le département de l'Allier, en région Auvergne-Rhône-Alpes.

## Géographie

### Localisation
La commune se trouve dans les Basses Marches du Bourbonnais.
Ses communes limitrophes sont :
|                        | Saligny-sur-Roudon | Monétay-sur-Loire      |
| Saint-Léon             | Liernolles         | Saint-Didier-en-Donjon |
| Montcombroux-les-Mines |                    | Le Donjon              |

### Hydrographie
Le Roudon arrose la commune.

### Voies de communication et transports
La commune est traversée par les routes départementales 15 (reliant Saligny-sur-Roudon au nord et Le Donjon au sud), 21 (reliant Saint-Léon à l'ouest et Le Pin à l'est), 211 (vers Saint-Didier-en-Donjon) et 511 (vers Monétay-sur-Loire).

### Climat
Pour des articles plus généraux, voir Climat d'Auvergne-Rhône-Alpes et Climat de l'Allier.
En 2010, le climat de la commune est de type climat océanique dégradé des plaines du Centre et du Nord, selon une étude du CNRS s'appuyant sur une série de données couvrant la période 1971-2000. En 2020, Météo-France publie une typologie des climats de la France métropolitaine dans laquelle la commune est exposée à un climat océanique altéré et est dans la région climatique Centre et contreforts nord du Massif Central, caractérisée par un air sec en été et un bon ensoleillement.
Pour la période 1971-2000, la température annuelle moyenne est de 10,7 °C, avec une amplitude thermique annuelle de 16,4 °C. Le cumul annuel moyen de précipitations est de 845 mm, avec 11,7 jours de précipitations en janvier et 7,7 jours en juillet. Pour la période 1991-2020, la température moyenne annuelle observée sur la station météorologique de Météo-France la plus proche, sur la commune de Saint-Léon à 5 km à vol d'oiseau, est de 11,7 °C et le cumul annuel moyen de précipitations est de 857,2 mm,. Pour l'avenir, les paramètres climatiques de la commune estimés pour 2050 selon différents scénarios d'émission de gaz à effet de serre sont consultables sur un site dédié publié par Météo-France en novembre 2022.

## Urbanisme

### Typologie
Au 1er janvier 2024, Liernolles est catégorisée commune rurale à habitat très dispersé, selon la nouvelle grille communale de densité à 7 niveaux définie par l'Insee en 2022.
Elle est située hors unité urbaine et hors attraction des villes,.

### Occupation des sols

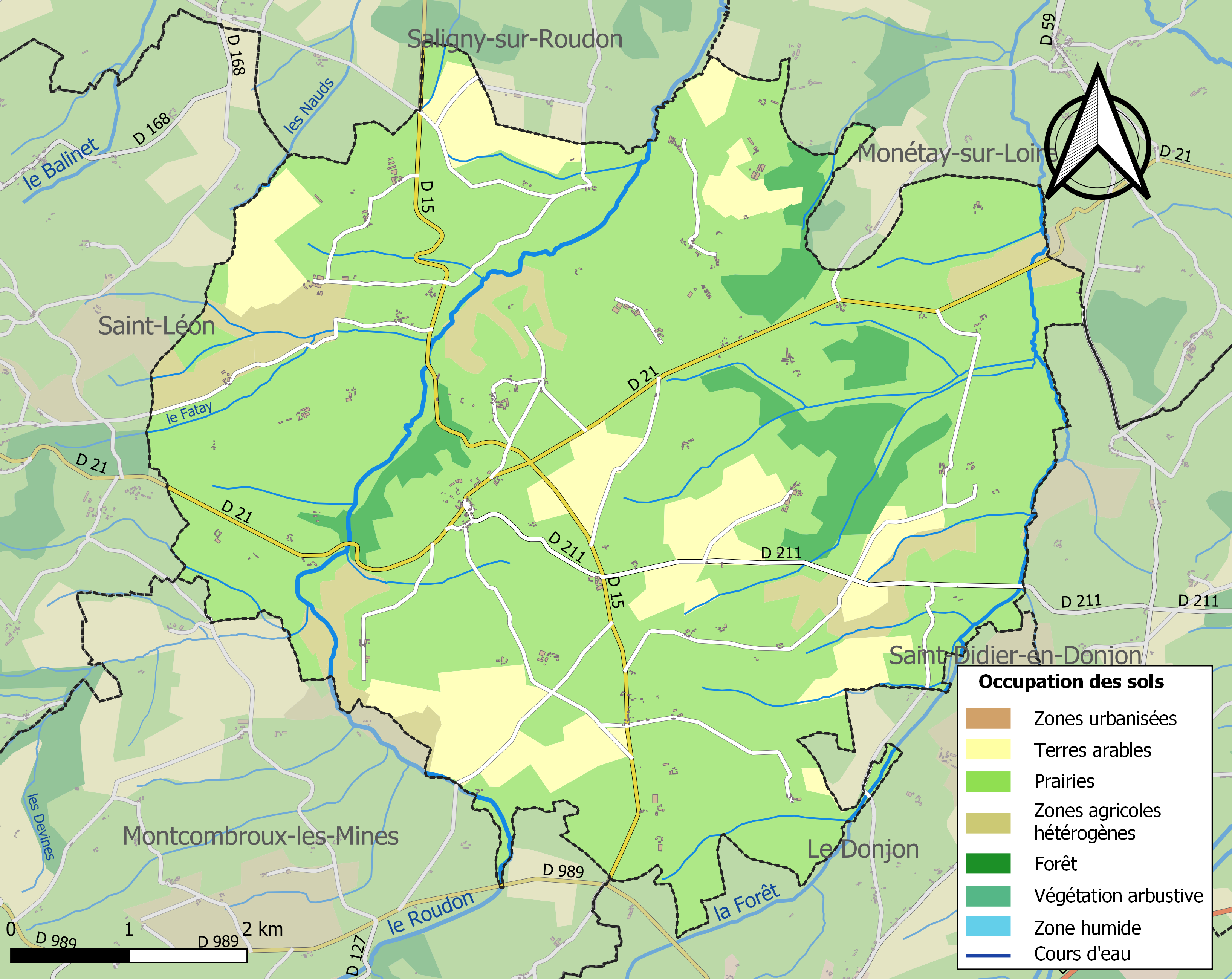
Carte des infrastructures et de l'occupation des sols de la commune en 2018 (CLC).

L'occupation des sols de la commune, telle qu'elle ressort de la base de données européenne d’occupation biophysique des sols Corine Land Cover (CLC), est marquée par l'importance des territoires agricoles (94,1 % en 2018), une proportion sensiblement équivalente à celle de 1990 (94,2 %). La répartition détaillée en 2018 est la suivante : prairies (75,5 %), terres arables (12,1 %), zones agricoles hétérogènes (6,5 %), forêts (5,9 %).
L'IGN met par ailleurs à disposition un outil en ligne permettant de comparer l'évolution dans le temps de l'occupation des sols de la commune (ou de territoires à des échelles différentes). Plusieurs époques sont accessibles sous forme de cartes ou photos aériennes : la carte de Cassini (XVIIIe siècle), la carte d'état-major (1820-1866) et la période actuelle (1950 à aujourd'hui).

## Toponymie
Le nom de la localité est attesté sous la forme Linayrolas en 1373.
Liernolles est issu du mot de la langue d'oïl linière, ce terme désigne une plantation de lin et du suffixe diminutif -olle au pluriel, « petits champs de lin », un territoire ou une plantation à l'époque gallo-romaine.

## Politique et administration

### Civile sous l'Ancien régime
- 1790 - Jean Vivant Micault de Corbeton (10 mai 1725 - 17 mars 1794), président au parlement de Bourgogne, seigneur de Meilly-sur-Rouvres, Rouvres-sous-Meilly, Saligny, Liernolles, Maconge, Barbirey-sur-Ouche, Santenay, Pommard et autres lieux, dernier marquis de Joncy, époux de Marie Françoise Trudaine. Mort décapité.

### Civile depuis la Révolution
| Période                                  | Période   | Identité         | Étiquette | Qualité                           |
| ---------------------------------------- | --------- | ---------------- | --------- | --------------------------------- |
| Les données manquantes sont à compléter. |           |                  |           |                                   |
| mars 2001                                | mars 2008 | Colette Thomas   |           |                                   |
| mars 2008                                | mars 2014 | Raymond Genillon |           |                                   |
| mars 2014                                | mai 2020  | Isabelle Petiot  |           | Agricultrice exploitante          |
| mai 2020                                 | En cours  | Chantal Proboeuf |           | Ancienne agricultrice exploitante |

## Population et société

### Démographie
L'évolution du nombre d'habitants est connue à travers les recensements de la population effectués dans la commune depuis 1793. Pour les communes de moins de 10 000 habitants, une enquête de recensement portant sur toute la population est réalisée tous les cinq ans, les populations de référence des années intermédiaires étant quant à elles estimées par interpolation ou extrapolation. Pour la commune, le premier recensement exhaustif entrant dans le cadre du nouveau dispositif a été réalisé en 2007.

En 2022, la commune comptait 199 habitants, en évolution de −5,24 % par rapport à 2016 (Allier : −1,38 %, France hors Mayotte : +2,11 %).
| 1793 | 1800 | 1806 | 1821 | 1831 | 1836 | 1841 | 1846 | 1851 |
| ---- | ---- | ---- | ---- | ---- | ---- | ---- | ---- | ---- |
| 729  | 530  | 578  | 657  | 657  | 697  | 689  | 663  | 654  |

| 1856 | 1861 | 1866 | 1872 | 1876 | 1881 | 1886 | 1891 | 1896 |
| ---- | ---- | ---- | ---- | ---- | ---- | ---- | ---- | ---- |
| 718  | 708  | 739  | 776  | 845  | 865  | 853  | 836  | 826  |

| 1901 | 1906 | 1911 | 1921 | 1926 | 1931 | 1936 | 1946 | 1954 |
| ---- | ---- | ---- | ---- | ---- | ---- | ---- | ---- | ---- |
| 803  | 775  | 739  | 648  | 611  | 580  | 590  | 526  | 504  |

| 1962 | 1968 | 1975 | 1982 | 1990 | 1999 | 2006 | 2007 | 2012 |
| ---- | ---- | ---- | ---- | ---- | ---- | ---- | ---- | ---- |
| 516  | 507  | 416  | 367  | 309  | 282  | 258  | 255  | 215  |

| 2017 | 2022 | - | - | - | - | - | - | - |
| ---- | ---- | - | - | - | - | - | - | - |
| 213  | 199  | - | - | - | - | - | - | - |

### Sport
L'association sportive Liernolles-Saint-Léon a fusionné avec Le Donjon-Lenax pour former le Football-Club Est Allier en 2014.

## Culture locale et patrimoine

### Lieux et monuments
- Château de la Forêt de Viry.
- Église Sainte-Catherine de Liernolles.
- Chapelle du château de la Forêt de Viry de Liernolles.

### Personnalités liées à la commune
- Marc Antoine Baudot (1765-1837), député à l'Assemblée législative puis à la Convention, né à Liernolles.